# 濱辺幸太
濱辺 幸太（はまべ こうた、1970年1月13日 - ）はボートビーチコーポレーション所属の俳優・歌手。身長177cm・体重65kg。大阪府出身。特技は英会話・柔道・料理。

## 出演

### 舞台
- 奇跡のファイター

### テレビ
- 汐留スタイル!
- スーパーJチャンネル

### ラジオ
- ミュージックバード・ミュージック麺
- 今夜は楽しまナイト

### CDシングル
- つばさの公園
- 夜は必ず明ける

### 映画
- らくだ銀座